# Limburg Süd
Limburg Süd – stacja kolejowa w Limburg an der Lahn, w kraju związkowym Hesja, w Niemczech położona na linii kolei dużych prędkości pomiędzy Kolonią a Frankfurtem.
Jest to jedyna w Niemczech stacja, na której zatrzymują się wyłącznie pociągi Intercity-Express.